# Григорьев, Сергей Владимирович (легкоатлет)
Серге́й Влади́мирович Григо́рьев (род. 24 июня 1992 года) — казахстанский легкоатлет.

## Карьера
Участник ряда международных турниров. Тренер — С. Ю. Кулибаба (Алма-Ата).
В 2010 году Сергей стал серебряным призёром молодёжного чемпионата Азии.
В 2017 году стал вторым на Универсиаде в Тайбэе, показав результат 5,50 м.
На Азиатских играх в помещениях 2017 года победил с результатом 5,40 м.
Мастер спорта Республики Казахстан международного класса.
Учится в КазНУ им. аль-Фараби.